# NCS
NCS (англ. Natural Color System, естественная система цвета) — цветовая модель, предложенная Скандинавским институтом цвета (Skandinaviska Färginstitutet AB), Стокгольм, Швеция. Она основана на системе противоположных цветов и нашла широкое применение в промышленности для описания цвета продукции.
При описании цвета по NCS используются шесть простых цветов: белый, чёрный, красный, жёлтый, зелёный и голубой (то есть таких, которые нельзя описать сочетанием двух других). Все остальные цвета представлены сочетанием основных (например, оранжевый — одновременно красноватый и желтоватый). Это облегчает интуитивное понимание цвета из его кодированной записи, в то время как в таких системах как RGB (красный, зелёный, синий) мысленная визуализация цвета по трём цифрам довольно сложна.
В описании цвета учитывается близость к чёрному — темнота цвета, чистота цвета (насыщенность) и процентное соотношение между двумя основными цветами. Полная запись цвета может также включать кодовую букву, обозначающую версию стандарта NCS.
Например, цвета шведского флага в системе NCS определяются следующим образом:
- Жёлтый — NCS 0580-Y10R (5 % темноты, 80 % насыщенности, 90 % жёлтого и 10 % красного — слегка тёмный практически насыщенный жёлтый с лёгким оттенком оранжевого)
- Синий — NCS 4055-R95B (40 % темноты, 55 % насыщенности, 5 % красного, 95 % голубого — скорее тёмный достаточно ненасыщенный голубой с лёгким оттенком фиолетового).

Система NCS используется в 19 странах и принята в качестве стандарта для определения цвета в Швеции (с 1979 года), Норвегии, Испании (1994) и ЮАР. Она также принята в качестве стандарта Международным управлением по цвету (International Colour Authority), ведущим учреждением, публикующим последние тенденции в дизайне интерьеров и на рынке текстиля.
Для определения цвета по системе NCS издаются каталоги. Последняя редакция цветового веера содержит 1950 цветов.
Недостатками NCS являются: ограниченная применимость, неполное покрытие цветового пространства, неточное описание цвета блестящих поверхностей, сложность измерения без приборов.